# 채드 크로거
채드 크로거(Chad Kroeger, 1974년 11월 15일 ~ )는 캐나다의 싱어송라이터로, 니켈백에서 보컬과 기타를 맡고 있다. 형은 같은 일원인 마이크 크로거이다. 2013년 에이브릴 라빈과 결혼을 하였다.